# パリーフタマタクワガタ
パリーフタマタクワガタ (Hexarthrius parryi) は、昆虫綱甲虫目クワガタムシ科フタマタクワガタ属に分類されるクワガタムシ。フタマタクワガタ属の模式種。別名「セアカフタマタクワガタ」で、古い昆虫図鑑では「フタマタオオミヤマクワガタ」という名前が用いられてきたが、二又に分かれた顎の形状が似ている以外はミヤマクワガタ属に近いという訳ではない。

## 形態
現在スマトラ・マレー亜種(Paradoxus)では97mmという個体が見つかっている。
前翅には1対の褐色の斑紋があり、別和名のセアカはこの斑紋に由来する。
オスの大顎は長く、基部から下方へ向かう。中央部に1対の大型の突起（内歯）があり、基部から先端にかけても細かい鋸状の内歯がある。先端部は二股に分かれるが、この部分には内歯はない。
本種とマンディブラリスフタマタクワガタなどほかのフタマタクワガタとの雑種もよく見られる。
なおボルネオ亜種(elongatus)は全ての脚が赤く、前翅の褐色の斑紋が他の亜種に比べ鮮やかになる。

## 亜種
H. p. parryi
インド北東部
H. p. deyrollei
タイ北部・ミャンマー南東部
H. p. elongatus
ボルネオ島
H. p. paradoxus
スマトラ島・マレー半島

## 生態
森林やその周辺に生息する。
性質は荒い。
食性:成虫はラタンヤシなどの樹液や果実を、幼虫はそれらの朽ち木や腐朽物を食す。
繁殖形態:卵生、メスは大顎で朽ち木を傷つけその中に産卵する。
生後6-9ヶ月で蛹になる。オスよりもメスの方が幼虫期間は短い。蛹化後1ヶ月程で羽化し成虫になる。成虫の寿命は長く6-8ヶ月。

## 飼育
ペットとして飼育されることもあり、日本にも輸入されている(マンディブラリスフタマタクワガタやキルヒナーフタマタクワガタなどと誤同定されている場合もあるので注意)。性質が非常に荒く♂♀問わず争い、殺すこともあるため普段は単独飼育が勧められる。

## 大きさ
各亜種の記録されている体長（大顎の先端から羽の先端までの長さ）を記す
パリーフタマタクワガタ(亜種paradoxus)♂38.6mm - 97.0mm♀40.0mm - 54.0mm(飼育下最大体長♂90.3mm2008♀55.8mm2011)
パリーフタマタクワガタ(亜種elongatus)♂最大体長93.0mm(飼育下最大体長♂89.2mm2009)
パリーフタマタクワガタ(亜種deyrollei)♂48.0mm - 84.0mm♀40.0mm - 46.0mm(飼育下最大体長♂84.4mm2009)

## 画像

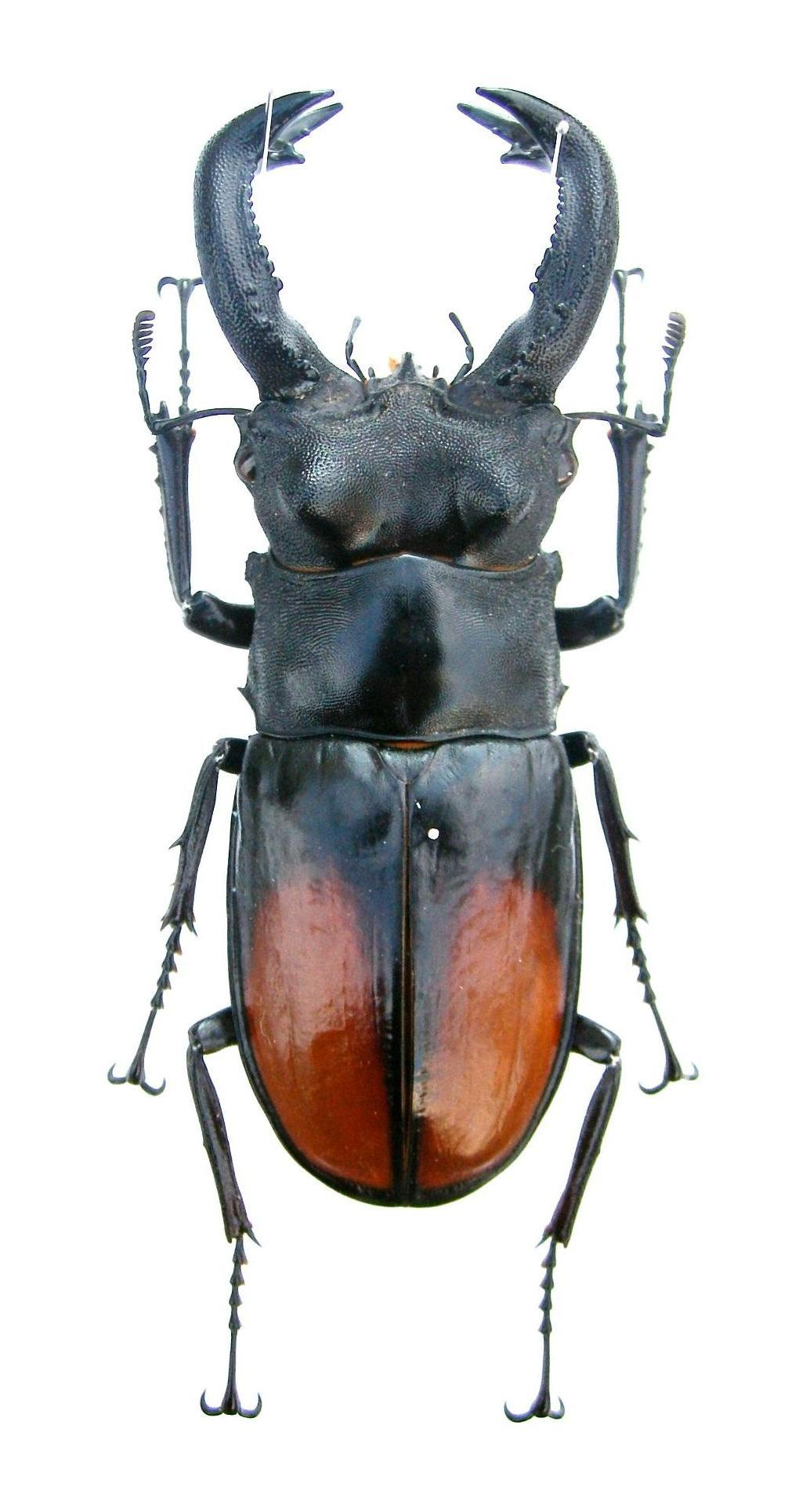
スマトラ島産89mm
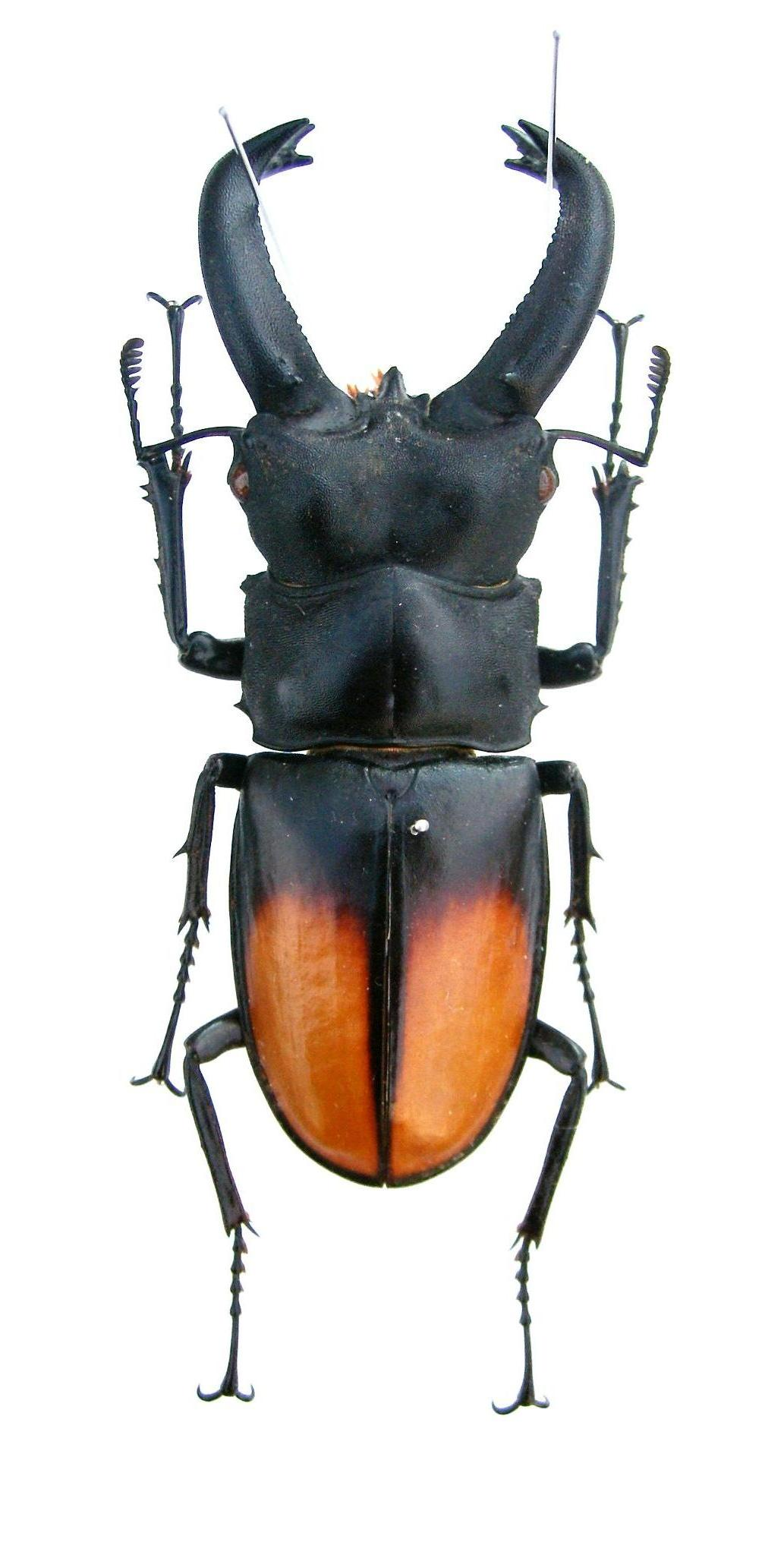
タイ産79mm
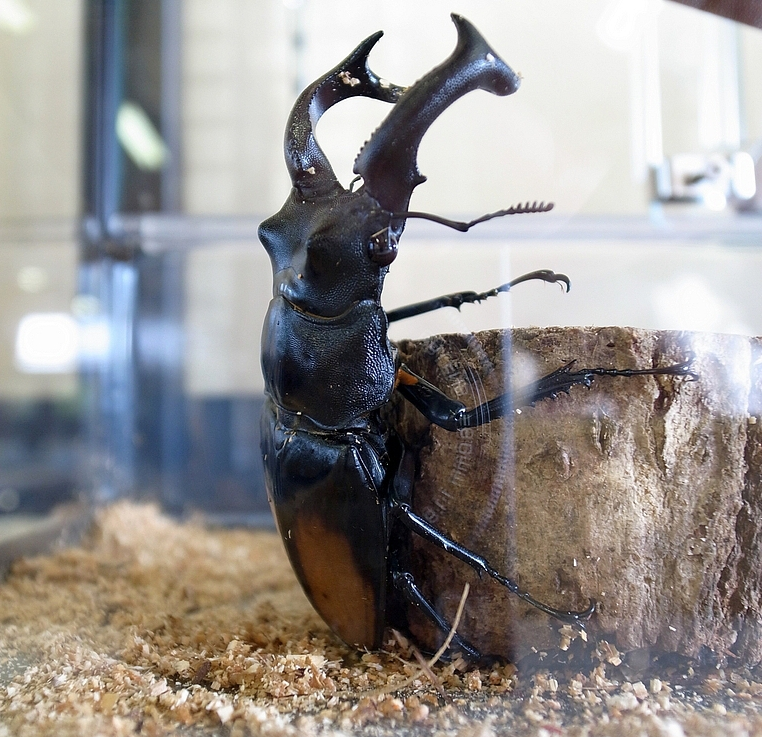
国営明石海峡公園にて